# Polyphony (Chor)
Polyphony ist ein britischer Chor klassischer Musik. 

## Geschichte
Er wurde 1986 von Stephen Layton, damals noch selbst Student am King’s College, Cambridge, für ein Konzert in der King’s College Chapel gegründet und machte sich seither weltweit durch Tonträgerproduktionen und von Kritikern hochgelobte Konzerte einen Namen.  
Zu den wichtigsten Aufführungen des Chores zählen die jährlich wiederkehrenden Konzerte der Johannes-Passion von Johann Sebastian Bach in der Osterzeit sowie Händels Messias zu Weihnachten in der Kirche St John’s, Smith Square. Die jährlich ausverkauften Vorstellungen werden zu den wichtigsten Musikveranstaltungen Londons gezählt und wurden bereits von BBC und EBU übertragen. Der Evening Standard lobte die Interpretation Händels Messias des Chores sehr; sie gelinge Jahr für Jahr niemandem besser als Polyphony. 
Auch für ihre Tonträgerveröffentlichungen erhielt Polyphony bereits mehrfach Anerkennung durch die Kritik. So gewann seine Interpretation von Benjamin Brittens Sacred And Profane einen Gramophone Award und den Diapason d’or für 2001. 2004 wurde die Ersteinspielung diverser Werke von Arvo Pärt unter dem Titel Tridodion als Beste in der Kategorie Choral der Gramophone Awards gewählt. Das Album Cloudburst and other Choral Works mit Werken von Eric Whitacre war über 50 Wochen in den Billboard Top Classical Albums.
2011 wählte Gramophone Polyphony auf Platz 2 der 20 Greatest Choirs in the World.